# George Murray (évêque de Rochester)
Pour les articles homonymes, voir George Murray et Murray.
George Murray (12 janvier 1784 – 16 février 1860), est évêque de Rochester dans l’Église d'Angleterre de 1827 à sa mort en 1860.